# Craticulina
Craticulina is a geslacht van  vleesvliegen (Sarcophagidae). Ze zijn ovovivipaar, ze leggen larven in plaats van eitjes. De larve eet de prooi van de zandwesp  zodat hun larven weinig te eten hebben dit heet kleptoparasitisme. 
De vliegen zijn zandgekleurd wat hen goede camouflage biedt.

## Soorten
- C. barbifera (Pandellé, 1895)
- C. diffusa Villeneuve, 1934)
- C. genesae Verves, 2000)
- C. tabaniformis (Fabricius, 1805)